# История Родоса
Родос — один из центров эгейской культуры. В VII—VIII веках до н. э. выходцы с острова Родос участвовали в колонизации Сицилии, Северной Африки и других территорий. Во время греко-персидских войн Родос захватила Персия. В 44 году н. э. Родос был завоеван Римом. В IV—XIII веках принадлежал Византии, в XIV века островом овладели рыцари-госпитальеры, выстроившие здесь свою главную цитадель — Родосскую крепость.
В 1523 году Родос вошёл в состав Османской империи. Родосцы принимали участие в освободительной войне Греции (1821—1829), но военных действий на острове не велось из-за многочисленности турецкого населения и базирования здесь объединённого турецко-египетско-алжирского флота.
В 1912 году после поражения турок в ходе итало-турецкой войны остров отошёл к Италии, которая контролировала остров до 1943 года. После выхода Италии из войны в 1943 году остров оккупировали германские войска. В 1948 году Родос был воссоединён с Грецией.

## Доисторическая эпоха

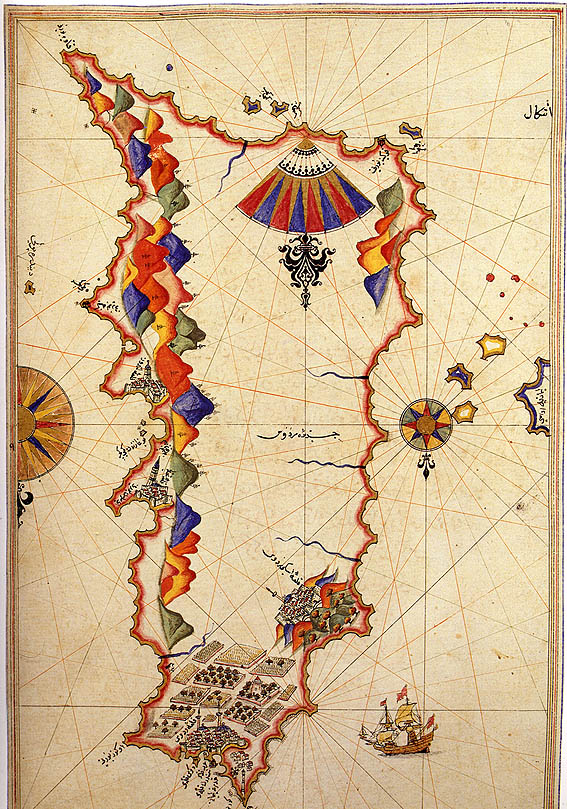
Историческая карта Родоса из Книги морей Пири-реиса

Согласно археологическим данным, население на Родосе, как и на большинстве островов Эгейского моря, появилось ещё до 3000 года до н. э., то есть во времена неолита. Такой вывод делается на основании отдельных находок (черепки и каменные сосуды), сделанных в пещере на горе Кумело и в Калифиес. Кроме того такие топонимы, как Атабирий или Атабирис, Камир, Линд, Ялис, свидетельствуют о проживании на Родосе догреческих племен.
Около 1550 года до н. э., то есть во времена микенского преобладания в Эгейском море, на острове утвердились переселенцы с Крита, которые основали торговое поселение на северо-западном побережье у селения Трианда. Когда минойская цивилизация стала клониться к упадку, место господствовавших в бассейне Средиземного моря минойцев заняли микенцы, которые, заимствовав многие элементы минойской культуры, основали свои торговые поселения на Сицилии, Крите, Кипре, в Малой Азии и на островах Эгейского моря. К числу последних принадлежит и Родос (1450 года до н. э.), где сперва был основан Ялис, поглотивший затем минойское поселение в Трианде. Впоследствии были созданы и другие небольшие поселения, и в течение непродолжительного времени ахейцы, как иначе называли микенцев, заняли весь остров. В этот период Родос достиг значительного расцвета. Свидетельством тому служат стихи Пиндара о том, что Зевс весьма полюбил родосцев и поэтому пролил на них золотой дождь.
Сведения о микенской эпохе на Родосе дают археологические исследования в доисторических некрополях Ялиса (в местностях Моску-Вунара и Макрия-Вунара в предгорьях Филерима) и Камира (у селения Калаварда).

## Классическая древность

Древнегреческая колонизация Малой Азии (XI—VIII вв. до н. э.):
Эолийцы
Ионийцы
Дорийцы

Ахейцев сменили около 1100 года до н. э. дорийцы, которые, отправившись из Арголиды, утвердились на Родосе, причем в тех районах, которые достигли процветания ещё в микенскую эпоху. Дорийские города на Косе и побережье Малой Азии были колониями Родоса. После завоевания дорийцами в начале XI века до н. э. Родоса, он был разделён на шесть самостоятельных городов-государств, которые образовали в VIII веке до н. э. дорийский гексаполис в качестве противовеса Ионийскому союзу. Согласно Геродоту в гексаполис входили расположенные на малоазийском берегу города Галикарнас и Книд, Линд, Ялис и Камир на острове Родос, а также Кос. Общие празднества и собрания союза происходили в святилище Аполлона Триопийского близ Книда на Триопийском мысе (др.-греч. Τριόπιον, ныне — мыс Девебойну) Книдского полуострова (ныне — полуостров Решадие). По Геродоту шесть дорийских городов (родосские города, Галикарнас и Фалесида, колония Линда в Ликии) участвовали в основании в Навкратисе самого крупного из греческих храмов в Египте, называемого Эллений (др.-греч. Ἑλλήνιον). После образования союза три города-государства Родоса мирно сосуществовали друг с другом в качестве федерации, понимая, что, будучи отдаленными от остального греческого мира, они смогут существовать и достичь могущества только благодаря единству.
В VIII веке до н. э. родосцам удалось выйти в экономическом отношении за пределы острова, развивая торговые отношения с некоторыми районами Малой Азии (Милет) и Крита и основав колонии в городах Тарсе (800 до н. э.) и Аль-Мина (725 до н. э.) на побережье Малой Азии, а во второй половине VIII века до н. э. они заимствовали финикийский алфавит. Однако, несмотря на совместные действия в рамках федерации, три города Родоса продолжали развиваться каждый собственным путём. Так, основу экономики расположенных на плодородном западном побережье острова Камира и Ялиса составляло земледелие, тогда как экономика Линда, лежащего на восточном побережье в почти бесплодной, но стратегически важной местности, которая позволяла осуществлять контроль за судами, плывущими на восток, была связана с мореходным делом. Линд обладал мощным флотом и в VIII—VI веках до н. э. превратился в морскую державу и крупный торговый центр. С появлением в бассейне Эгейского моря в начале V века до н. э. Линд начал клониться к упадку.
В VII веке до н. э. родосцы установили интенсивные торговые контакты с Кипром, портами Восточного Средиземноморья, Коринфом, Самосом и Кикладами. В 688 году до н. э. они основали колонию Фаселу на побережье Памфилии для обслуживания родосских кораблей, плававших вдоль берегов Малой Азии. Одновременно с Фаселой они основали совместно с критянами Гелу на Сицилии, а в конце VII века до н. э. — колонии на Балеарских островах и в Испании.
В VI веке до н. э. в Камире и Ялисе преобладало аристократическое государственное устройство, а в Линде была установлена тирания Клеобула, который являлся одним из семи мудрецов Древней Греции. В том же веке Камир и Линд выпускали собственную монету. На монетах Камира был изображен лист смоквы, а на монетах Линда — голова льва. Ялис стал чеканить монету в V веке до н. э. с изображением головы орла.
Кроме подъема торговли, в эту эпоху наблюдается значительное развитие искусства. Родосская керамика была единственной керамикой, способной конкурировать с коринфской. В VII веке до н. э. на острове получило значительное развитие ювелирное искусство, которому, несмотря на различного рода критские и восточные влияния, удалось приобрести самобытный характер.
В 491/90 году до н. э. персидский полководец Датис осадил Линд. Жители города оказали мужественное сопротивление, несмотря на отсутствие воды. В конце концов Датис отступил, так и не добившись успеха. После второго похода персов Родос подчинился захватчикам, и в 480 году до н. э. выступил на стороне последних в морской битве при Саламине, послав туда 40 кораблей. После событий греко-персидских войн Линд утратил своё значение и на первый план выдвинулся Ялис, который, будучи полисом с хозяйством аграрного характера в значительно меньшей степени пострадал от агрессивной политики персов. В эпоху после греко-персидских войн в Ялисе была установлена власть знатного рода Эратидов. Один из его представителей Диагор отличился, одержав победу и Олимпийских играх 464 года до н. э., принеся Родосу всегреческую славу. С образованием Первого Афинского морского союза (478/77 до н.э) три города Родоса стали членами последнего, платя установленный для них налог. В годы Пелопоннесской войны родосцы, будучи членами Афинского морского союза, воевали на стороне афинян.

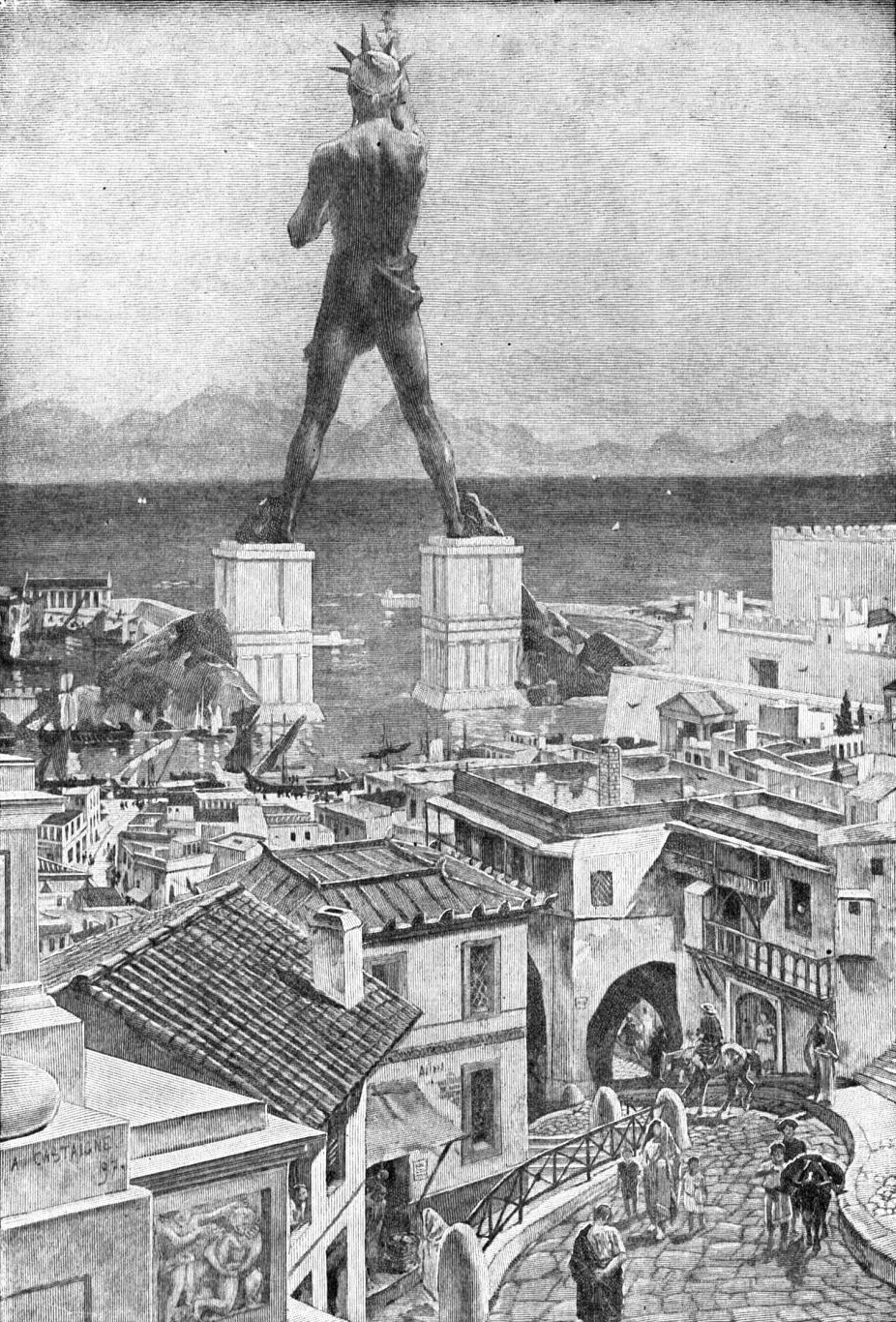
Колосс Родосский

В 412 году до н. э. после поражения афинян в Сицилии сын Диагора Дорией, который, будучи приговорен к смерти афинянами, бежал в южно-италийский город Фурии, возвратился на родной остров и склонил сограждан к выходу из Афинского морского союза и переходу на сторону Спарты. Год спустя, родосцы по соглашению между тремя городами решили объединиться. Они составили учредительный договор, в соответствии с которым Камир, Ялис и Линд основали новый город с единым управлением, единым Народным Собранием, единым Советом и пятью пританами. Демы (административные городские общины) трех городов сохранялись, однако с того времени они обладали компетенцией решения вопросов только местного значения. Новый город затмил своим блеском старые. Он был основан на северо-восточной окраине острова по Гипподамовой градостроительной системе. Город получил официальное название «город родосцев» и находился под покровительством бога Гелиоса, жрец которого становился на один год архонтом.
В 396 году до н. э. родосцы, ободренные противоборством между Спартой и персами, решили отложиться от Спарты. Поэтому во время похода в Малую Азию они выступили на стороне персов. Город Родос стал местом встречи представителей греческих городов, в которых преобладали антилаконские настроения, и представителей персидских сатрапов, которые были уполномочены вести войну против спартанцев. В том же году Дорией прибыл на Пелопоннес с целью поднять восстание против спартанцев, однако вскоре был схвачен и казнен. В 395 году до н. э. на Родосе началось социальное движение, которое привело к падению аристократического правительства. Ко власти пришли демократы, поддержанные Кононом и другими афинянами из командования персидским флотом на Родосе. Попытка Спарты установить в 391 году до н. э. олигархическое правление потерпела провал. В 377 году до н. э. родосцы вступили в новооснованный Второй Афинский морской союз.
В 364 году до н. э. во время пребывания в Эгейском море беотийского флота во главе с Эпаминондом Родос в течение непродолжительного времени являлся союзником последнего. В 357 году до н. э. поддерживаемый сатрапом Карии Мавсолом Родос вступил в союз с Византием, проводившим враждебную политику по отношению к афинянам. Вместе с Родосом восстали также жители Хиоса, Коса и других городов. Война между афинянами и восставшими союзниками окончилась поражением Афин при Эмбатах в 355 году до н. э. В то же время Мавсолу удалось расширить свои владения и за пределы Карии, установив косвенным образом контроль также и над Родосом. В 351 году до н. э. преемница Мавсола Артемисия подвергла город осаде и разгромила флот родосцев. Тщетно надеясь на помощь, родосцы позвали афинян. Только после смерти Артемисии в 340 году до н. э. удалось окончательно изгнать карийцев.
В 332 году до н. э., когда на политическую и военную авансцену истории вышла Македония родосцы выступили на стороне Александра Великого. Они согласились на размещение у себя македонского гарнизона и оказали македонянам помощь при осаде Тира. После смерти Александра родосцы изгнали македонский гарнизон и установили союз с египетскими Птолемеями. Один из диадохов (преемников) Александра Антигон, обратился к ним за помощью в войне против Птолемеев. Отказ родосцев принимать участие в соперничестве между двумя противниками привел к тому, что сын Антигона Деметрий выступил в 305 году до н. э. против Родоса. Осада города длилась целый год. Силы Деметрия были невиданными для своего времени: 40.000 воинов и 30.000 мужей, специально обученных вести осаду с помощью созданных по последнему слову тогдашней техники осадных машин. Впоследствии родосцы продали эти машины и на приобретенные средства соорудили статую, посвященную своему богу — покровителю Гелиосу — знаменитый «Колосс Родосский». При посредничестве Антигона и Птолемея был подписан договор, условия которого гарантировали родосцам независимость.
Следующие 150 лет стали для Родоса периодом значительного экономического подъема. Остров стал центром транзитной торговли, предоставляя свой порт всем судам, плававшим по Средиземному морю, главным образом из материковой Греции, Понта Эвксинского (Чёрного моря), Малой Азии, Финикии и Палестины. На кораблях своего мощного флота родосцы экспортировали собственную продукцию во все страны Средиземноморья, вплоть до Карфагена на западе и Сирии на Востоке. В III веке до н. э. торговля уже находилась под их контролем. В этот период благоденствия столицу острова украшало 3000 статуй, а численность её населения достигла 300 000 человек. В 220 году до н. э. после военных действий родосцам удалось воспрепятствовать городу Византию облагать пошлиной торговлю зерном через Геллеспонт. На Родосе сложилось родосское морское право, позднее ставшее частью римского права и византийского права.
В 227 году до н. э. на Родос обрушилось страшное землетрясение, разрушившее часть города и его укрепления и повергшее наземь Колосс. Почти все греческие города прислали тогда материальную помощь. Воспользовавшись этой помощью, родосцы восстановили свой город. Однако они не стали восстанавливать Колосс, предупрежденные неким прорицанием, согласно которому восстановление статуи явилось бы причиной несчастья для острова.
В конце III века до н. э. на авансцене истории появляется ещё один македонский царь — Филипп V. Его агрессивная политика в бассейне Эгейского моря угрожала родосцам, которые вступили в союз с Византием, Пергамским царством, Косом и Римом. В 197 году до н. э. союзники одержали победу над Филиппом при Киноскефалах. В 190 году до н. э. родосцы под предводительством Эвдама приняли участие в битве при Сиде против Ганнибала, который возглавлял тогда морские силы царя Сирии и врага римлян Антиоха Великого. За участие в этой войне римляне отдали родосцам в 188 году до н. э. часть Карии и Ликии. Могущество Родоса продолжалось. Родос вступил в союз с городами Малой Азии и взял под своё покровительство «союз островитян», центром которого был священный остров Делос.

## Римский период
Между тем Филиппа V сменил на македонском престоле Персей — последний царь Македонии до её завоевания римлянами. По отношению к Персею родосцы заняли дружественную позицию, отказав римлянам в помощи во время войны с ним. После поражения Персея при Пидне в 167 году до н. э. римляне, желая наказать родосцев, признали независимость Ликии и части Карии. В 166 году до н. э. с целью подрыва родосской торговли они объявили Делос портом, свободным от пошлин. Удар, нанесенный экономике Родоса, был весьма ощутимым. Пошлина, которой облагались ранее транзитные корабли, достигала 1 000 000 драхм, а после этой меры уменьшилась до 150 000 драхм.
В 164 году до н. э. родосцы вступили в союз с римлянами, приняв на себя обязательство участвовать в военных предприятиях последних. Таким образом они приняли участие в III Пунической войне и в войне с понтийским царём Митридатом, несмотря на то, что поддерживали с последним дружеские отношения. Во время гражданских войн в Риме Родос был вынужден примкнуть к той или иной из противоборствующих сторон. В 44 году до н. э. Кассий и Брут обратились к Родосу за помощью против своих врагов Малой Азии. Родосцы ответили, что прежде, чем дать ответ, должны получить соответствующее решение Сената. Такая позиция вызвала гнев Кассия, который взял после осады город, захватил часть его флота, уничтожив прочие корабли, предал смерти многих граждан, главным образом философов и деятелей искусства и, наконец, захватил здесь и отправил в Рим сокровища Родоса и украшавшие Родос произведения искусства. В следующие годы Родос пребывал уже в безвестности, а в 155 году н. э. опять пострадал от разрушительного землетрясения.

## Византийская эпоха
В начале новой эры на острове получило распространение христианство, чему способствовал приезд сюда апостола Павла в 57 году н. э. Во времена Диоклетиана Родос принял участие в Первом Вселенском Соборе (325), послав туда своего представителя Евфрония. После распада Римской империи Родос оказался в составе Восточной Римской империи и со времени Диолектиана (297) до конца VI века являлся столицей епархии островов. Тогда же были сооружены крепостные стены города, и в течение относительно непродолжительного времени Родос жил мирной жизнью. В 515 году город Родос был разрушен новым сильным землетрясением. Затем для острова наступили трудные годы. В 620 году Родос был захвачен персидским царем Хосроем после поражения последнего, нанесенного византийским императором Ираклием. В 653 году Родос захватили арабы Моавия, которые увезли остатки Колосса и продали его какому-то еврейскому купцу. В 717/18 году Родос оказался во власти сарацин, а в 807 году был разграблен турками-сельджуками багдадского халифа Харуна ар-Рашида.
В 1082 году венецианцы с позволения византийского императора основали здесь торговую факторию. В 1191 году французский король Филипп II и английский король Ричард Львиное Сердце сделали на Родосе остановку по пути к Святым Местам с целью приобрести здесь продовольствие и набрать наёмников. Родосский флот принимал участие в крестовых походах. В 1204 году после захвата Константинополя франками (западноевропейскими рыцарями) во время IV крестового похода правитель острова Лев Гавала с согласия франков провозгласил себя деспотом (кесарем) Родоса и стал чеканить собственную монету. В 1224 году никейский император Иоанн Дука захватил остров и заставил деспота заявить о своем подчинении. В 1240 году преемником Гавалы стал его брат Иоанн, который помогал никейскому императору в борьбе с латинянами. В 1248 году Родос захватили генуэзцы. В 1261 году после отвоевания Константинополя византийцами император Михаил Палеолог, желая сохранить дружественные отношения с генуэзцами, уступил им владения на некоторых территориях Византийской империи. В числе последних оказался и Родос (1278). В 1275 году византийцы укрепили стены города.

## Владычество рыцарей
В 1306 году генуэзский адмирал и правитель Родоса Виньоли продал Родос вместе с Косом и Леросом Ордену рыцарей святого Иоанна. Жители города и византийский гарнизон оказывали упорное сопротивление в течение трех лет. Однако в конце концов они были вынуждены покориться, и таким образом 15 мая 1309 года Родос перешёл во власть рыцарей-иоаннитов.
С этого дня и до 1522 года, то есть за всё время владычества рыцарей-иоаннитов на Родосе и других островах Додеканеса (кроме Карпафоса, Касоса и Астипалеи), обязанности Великого Магистра исполняли девятнадцать рыцарей, первым из которых был Ф. де Вилларе (F. de Villaret), а последним — Ф. Виллье де л’Иль Адам. Четырнадцать из них были французами. Официальным языком документов Ордена был латинский, а для общения между собой члены различных «языков» пользовались французским. Духовным главой Ордена был Папа Римский. Орден назначал латинского (католического) архиепископа, в зависимости от которого находился «греческий», как его называли, митрополит.
Родосцы были известны как «колоссяне» (от слова «Колосс»). Во время господства Рыцарей Родос, хотя и находился под властью чужеземцев, всё же сумел избежать упадка и даже переживал расцвет. Торговля и контакты по морю со странами Востока и Запада значительно возросли, на острове обосновались крупные торговые и банковские компании из Италии, Франции и Испании.
При создавшихся условиях имела место значительная строительная деятельность, отмеченная явными влияниями Запада.
Памятники архитектуры того времени сохранились до сих пор.

## Турецкое владычество

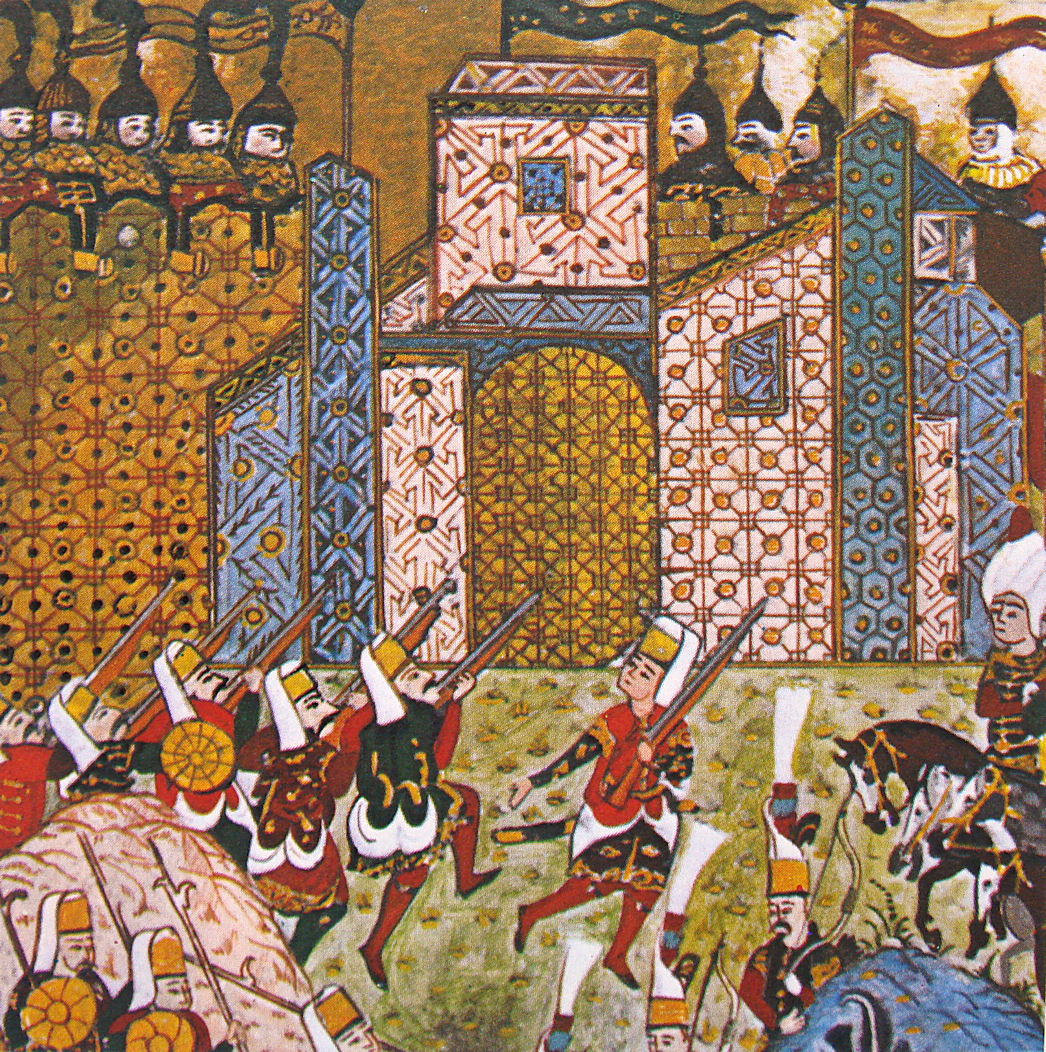
Янычары, с которыми сталкиваются Рыцари святого Иоанна во время Осады Родоса 1522

В 1480 году Родос безуспешно осаждали войска султана Мехмеда II. 28 июля 1522 года Сулейман I Великолепный приступил к осаде с армией в 100 000 человек. Рыцари и жители острова оказали стойкое сопротивление. При этом осаждённые чинили разрушаемые стены. Возможно, что город всё же выстоял бы, но некий недовольный рыцарь д’Амарал указал туркам наиболее уязвимую часть крепости. Сам предатель и два его соучастника были преданы смерти, однако туркам всё же удалось захватить город.
После заключения соглашения с Сулейманом рыцари покинули Родос, взяв с собой всё своё имущество, тогда как родосцы остались, чтобы терпеть ужасные бедствия. За вступлением турок в город последовала страшная резня жителей, которую, как гласит традиция, остановил только сам султан, увидав текущую рекой кровь греков. Турецкая владычество на острове продолжалась 390 лет.
Восстававших греков поработители подвергали пыткам, лишали имущества и вообще изгнали за пределы городских стен, внутри которых проживали только турки и евреи.
Несмотря на преследования, родосцы принимали участие в освободительной борьбе, многие из них стали членами «Филики Этерии». Однако, в отличие от других Додеканесских островов, Родос так и не смог поднять восстание из-за постоянного присутствия здесь большого контингента турецких войск.
В 1912 году во время войны с турками итальянская армия высадилась на Родосе и оккупировала остров. Итальянцы правили островом до 1943 года, когда их сменили немцы. После поражения Германии борьба родосцев за независимость увенчалась успехом, и 7 марта 1948 года Додеканесские острова воссоединились с Грецией.